# Back to the Outback
Back to the Outback (bra: Próxima Parada: Lar Doce Lar; prt: De Volta a Casa) é um filme de animação americano-australiano-canadense em computação gráfica do gênero comédia musical e aventura lançado em 2021 dirigido por Clare Knight e Harry Cripps a partir de um roteiro escrito por Harry Cripps e Greg Lessans. O elenco inclui Isla Fisher, Tim Minchin, Eric Bana, Guy Pearce, Miranda Tapsell, Angus Imrie, Rachel House, Keith Urban, Celeste Barber, Wayne Knight e Jacki Weaver.

## Sinopse
Cansados de serem trancados em um zoológico onde os humanos os olham como se fossem monstros, os animais mais mortíferos da Austrália; Maddie, uma cobra, Zoe, um lagarto, Frank a aranha, Nigel, o escorpião e o coala Pelúcio, fogem de seu zoológico em direção ao seu lar.

## Elenco
- Isla Fisher como Maddie, uma taipan de bom coração.
- Tim Minchin como Pelúcio (Pretty Boy na versão original), um coala fofo mas desagradável.
- Eric Bana como Chaz, um caçador que persegue Maddie e sua turma.
- Guy Pearce como Frank, uma aranha-pedreiro apaixonada.
- Miranda Tapsell como Zoe, um diabo-espinhoso autoconfiante.
- Angus Imrie como Nigel, um escorpião sensível.
- Rachel House como Jacinta, uma tubarão-branco com cracas nos dentes.
- Keith Urban como Doug, um sapo-cururu.
- Celeste Barber como Kayla, uma coala.
- Wayne Knight como Phil, um ornitorrinco.
- Aislinn Derbez como Legs, uma viuva negra.
- Diesel Cash La Torraca como Chazzie Hunt, o filho de Chaz.
- Lachlan Ross Power como um diabo-da-tasmânia.
- Jacki Weaver como Jackie, uma crocodilo-de-água-salgada

## Lançamento
O filme foi lançado em 10 de Dezembro de 2021, pela Netflix.